# Peter Kraus
Peter Kraus, geboren als Peter Siegfried Krausnecker (München, 18 maart 1939), is een Duits-Oostenrijkse toneelspeler en zanger. Hij was bijzonder populair in de jaren vijftig als acteur-zanger in vrolijke musicals samen met zijn tegenspeelster Conny Froboess.

## Biografie
Kraus is de zoon van de Oostenrijkse regisseur en cabaretier Fred Krausnecker en bracht zijn jeugd afwisselend door in München, Wenen en Salzburg, waar zijn vader een klein, eigen theater had. Al tijdens zijn schooltijd nam hij toneel- en zanglessen. Halverwege de jaren vijftig begon zijn carrière als acteur met de rol van Johnny in de film Das fliegende Klassenzimmer (1954) naar het gelijknamige boek van Erich Kästner. In 1956 nam Kraus zijn eerste single op, een Duitstalige versie van Little Richards Tutti Frutti. Vanaf dat moment tot 1964 stond Kraus regelmatig in de Duitse hitlijsten. In 1958 nam hij de titels When Teenagers Dream, Hula Baby, the Popular Sugar Baby en At Seventeen op. Zijn versie van Tiger volgde in 1959.
Kraus werd al snel een tieneridool en een van de populairste Duitstalige rock-'n-rollzangers. In de eerste vier jaar na zijn debuut bracht hij 36 schlagers uit en verkocht al meer dan 12 miljoen grammofoonplaten. Op hoge leeftijd treedt hij nog regelmatig met veel succes op. In 2014 voltooide Kraus de tour Das Beste kommt zum Ende door Duitsland, Oostenrijk en Zwitserland. Het werd aangekondigd als zijn laatste tournee, maar in maart en april 2018 speelde hij een reeks concerten onder de tourtitel Schön war die Zeit.

### Acteur
Aan het eind van de jaren tachtig speelde Kraus in de televisieserie Die glückliche Familie (geproduceerd door de BR) de modeontwerper 'Heinrich Wolfgruber'.

## Persoonlijk
In 1969 trouwde Kraus met fotomodel Ingrid. Zij had al een dochter, Gaby, die door Kraus werd geadopteerd. Enkele jaren later werd hun zoon Mike geboren. Gaby overleed in 2001 op 39-jarige leeftijd aan borstkanker.

### Films
- Das fliegende Klassenzimmer, 1954, Regie: Kurt Hoffmann, Boek: Erich Kästner, met Paul Dahlke (Justus), Paul Klinger (Der Nichtraucher), Erich Ponto (Sanitätsrat)
- Die Frühreifen, 1957, met Heidi Brühl, Sabine Sinjen
- Die Freundin meines Mannes, 1957, Regie: Axel von Ambesser, met Hans Söhnker, Hannelore Schroth, Barbara Rütting, Corny Collins,
- Immer die Radfahrer, 1958, met Heinz Erhardt, Hans-Joachim Kulenkampff, Wolf Albach-Retty, Waltraut Haas, Corny Collins, Christiane Hörbiger, Inge Meysel
- Wenn die Conny met dem Peter, 1958, met Cornelia Froboess, Loni Heuser, Ernst Stankovski, Peter Vogel, Rex Gildo
- Der Pauker, 1958, Regie: Axel von Ambesser, met Heinz Rühmann, Gert Fröbe, Bruni Löbel, Peter Vogel, Michael Verhoeven
- Melodie und Rhythmus, 1959, met Veronika Bayer, Rudolf Platte
- Alle lieben Peter, 1959, met Hannelore Schroth, Christine Kaufmann, Helen Vita, Boy Gobert, Peter Vogel
- Kein Engel ist so rein, 1960, met Sabine Sinjen, Hans Albers
- Conny und Peter machen Musik, 1960, met Conny Froboess
- Schlager-Raketen, 1960, Regie: Erik Ode, met Vico Torriani, Loni Heuser, Vivi Bach, Cornelia Froboess
- Was macht Papa denn in Italien?, 1961, met Claus Biederstaedt, Monika Dahlberg, Willy Fritsch, Harald Juhnke
- Im schwarzen Rößl, 1961, Regie: Franz Antel, met Karin Dor, Hans von Borsody, Paul Löwinger, Raoul Retzer, Lolita, Gus Backus
- So toll wie anno dazumal, 1962, Regie: Franz Marischka, met Harald Juhnke, Ilja Richter, Vico Torriani
- Verrückt und zugenäht, 1962, met Vivi Bach, Rudolf Platte, Oskar Sima, Beppo Brem, Gunther Philipp
- Das haben die Mädchen gern, 1962, met Gus Backus, Peter Vogel, Otto Schenk, Paul Löwinger, Paul Hörbiger
- The Waltz King, 1963, met Senta Berger
- Wenn man baden geht auf Teneriffa, 1964, met Corny Collins
- Die Große Kür, 1964, Regie: Franz Antel, met Wolf Albach-Retty, Hans-Jürgen Bäumler, Heinz Erhardt, Paul Hörbiger, Gunther Philipp, Mady Rahl
- Happy-End am Wörthersee, 1964, met Waltraut Haas, Paul Hörbiger, Raoul Retzer, Gunther Philipp
- Lovemaker, 1969
- Paganini, 1972, met Teresa Stratas, Johannes Heesters, Dagmar Koller
- Tausend Augen, 1984, met Barbara Rudnik, Armin Mueller-Stahl, Karin Baal, Wim Wenders, Gudrun Landgrebe
- Wenn die kleinen Veilchen blühen, 1985, met Johannes Heesters, Cissy Kraner, Robert Stolz
- Der Sommer des Samurai, 1986, met Cornelia Froboess, Hans Peter Hallwachs, Nadja Tiller
- Der Madonna-Mann, 1987, met Michael Lonsdale, Marius Müller-Westernhagen
- Tierärztin Christine, 1993, met Hans Clarin, Uschi Glas
- Liebling, ich muß auf Geschäftsreise, 1995, Regie: Peter Kraus, met Dolly Dollar, Gila von Weitershausen, Klausjürgen Wussow
- Die fabelhaften Schwestern, 2002

## Hits in Duitsland
- #### - So wie ein Tiger
- 1957 - Hula Baby
- 1957 - Liebelei
- 1958 - Mit siebzehn
- 1959 - Sugar Baby
- 1960 - Alle Mädchen wollen küssen
- 1960 - Va bene
- 1961 - Schwarze Rose, Rosemarie
- 1962 - Sweety
- 1962 - Silvermoon
- 1962 - Das haben die Mädchen gern (& Gus Backus)